# Густав Ернст фон Ербах-Шьонберг (1840–1908)
Густав Ернст фон Ербах-Шьонберг/Карл Албрехт Еберхард Казимир Георг Фридрих Хайнрих Август Максимилиан Емил Густав Ернст фон Ербах-Шьонберг (на немски: Karl Albrecht Eberhard Kasimir Georg Friedrich Heinrich August Maximilian Emil GUSTAV ERNST, Fürst und Graf zu Erbach-Schönberg; * 17 август 1840, Шьонберг, Оденвалд; † 29 януари 1908, Дармщат) е граф на Ербах-Шьонберг Оденвалд, господар на Бройберг и Вилденщайн (Волфсгартен на 18 август 1903), 1884 г. сеньор на фамилията Ербах, на 18 август 1903 г. първият граф и княз на Ербах-Шьонберг. Той е офицер, дипломат и народен представител на Първата камера на Великото херцогство Хесен (1865 – 1908). Той е зет на княз Александър I Батенберг (княз на Княжество България 1879 – 1886).

## Биография
Той е единствен син на генерал-лейтенант граф Лудевиг III фон Ербах-Шьонберг (1792 – 1863) и първата му съпруга графиня Каролина Александрина Фридерика фон Гронсфелд-Дипенбройк-Лимпург-Зонтхайм (* 9 ноември 1802; † 29 октомври 1852, Шьонберг), дъщеря на граф Йохан Бертрам Арнолд Софус фон Гронсфелд-Дипенбройк-Лимпург-Зонтхайм (1756 – 1805) и принцеса Мария Каролина Фридерика Луиза фон Льовенщайн-Вертхайм-Фройденберг (1766 – 1830).
Баща му Лудевиг (Лудвиг) III фон Ербах-Шьонберг се жени втори път на 26 ноември 1854 г. в Асумщат за графиня Каролина Вилхелмина фон Гронсфелд-Дипенбройк-Лимпург-Зонтхайм (1799 – 1858), вдовица на фрайхер Лудвиг фон Елрихсхаузен († 1832), която е сестра на първата му съпруга (майка му). Леля му Каролина Ернестина (1727 – 1796) е прабаба на Кралица Виктория.
Густав Ернст фон Ербах-Шьонберг следва през 1859 г. в университета в Гьотинген, 1862 г. в академията в Лозана, 1863 г. в университета в Берлин и на 23 години през 1863 г. поема господството. На 5 април 1881 г. той е полковник. От 1884 г. е сеньор на фамилията Ербах.
Умира на 67 години на 29 януари 1908 г. в Дармщат.

## Фамилия
Густав Ернст фон Ербах-Шьонберг се жени на 29 април 1871 г. в Дармщат за принцеса Мария Каролина фон Батенберг (* 15 февруари 1852, Страсбург; † 20 юни 1923, Шьонберг), сестра на княз Александър I Батенберг (княз на Княжество България 1879 – 1886), дъщеря на принц Александър фон Хесен-Дармщат и при Рейн (1823 – 1888) и графиня Юлия фон Хауке, принцеса фон Батенберг (1825 – 1895). Те имат четири деца:
- Александер Лудвиг Алфред Еберхард (* 12 септември 1872, Шьонберг; † 18 октомври 1944, Бенсхайм), 2. княз и граф на Ербах-Шьонберг и др., женен на 3 май 1900 г. в Аролзен за принцеса Елизабет фон Валдек-Пирмонт (* 6 септември 1873; † 23 ноември 1961)
- Максимилиан (* 27 март 1878, Шьонберг; † 25 март 1892, Шьонберг)
- Виктор Сергиус Хайнрих Бруно Карл (* 26 септември 1880, Кьониг; † 27 април 1967, Мюнхен), женен на 9 ноември 1909 г. в Сомогйвáр за графиня Ерззебет де Сарвáр (* 6 февруари 1888; † 7 януари 1977)
- Мари Елизабет (Едда) Доната (* 7 юли 1883, Шьонберг; † 12 март 1966, Шлитц), омъжена на 19 януари 1910 г. в Шьонберг за дипломат принц Вилхелм фон Щолберг-Вернигероде (* 23 юли 1870; † 23 януари 1931)